# Survivin'
Survivin' is een single van de Britse band Bastille. Het nummer verscheen in september 2020 als tweede single van de ep Goosebumps. In februari 2022 verscheen het eveneens op de deluxe editie van het album Give Me the Future, en wat later op het tweede deel van dat dubbelalbum, Dreams of the Past.
De single behaalde de vierde plek in de Vlaamse Ultratip, en de 33ste in de Waalse variant. Buiten België wist de single nergens in de hitlijsten te raken. De single werd op 24 september 2020 de Catch of the Day op radiozender StuBru. Het nummer ging aanvankelijk over de ups en downs die de band kende sinds haar bestaan, maar kreeg door de coronapandemie een nieuwe betekenis.

## Muziekvideo
Een muziekvideo werd uitgebracht op 6 oktober 2020. Deze duurt drie minuten en twee seconden. De video is gemaakt door Reza Dolatabadi, een Brits-Iraans animator. De animatiestijl combineert elementen van Edward Hopper en Federico Fellini. Het was, na de video van vorige single What You Gonna Do???, nog maar de tweede keer dat de band gebruikt maakte van een animatievideo. Beide video's werden gemaakt door Dolatabadi en zijn team. Het nummer Hangin' had aanvankelijk ook een bijhorende animatievideo, maar die werd nooit officieel uitgebracht.